# William van den Burg
William van den Burg   (la Haia, 18 de setembre de 1901 - Califòrnia, 1992), oficialment William van der Burg, també conegut com a Willem van den Burg, fou un violoncel·lista i director d'orquestra estatunidenc d'origen neerlandès.

## Biografia
Willem van den Burg va néixer als Països Baixos, i va estudiar al Conservatori de la Haia, on va guanyar la medalla Foch. A principis dels anys 20, Van den Burg va estudiar breument amb Pau Casals a "L'école normale supérieure" a París. Va arribar als Estats Units el 1924. La temporada 1925-1926, Willem van den Berg es va unir a la Simfònica de San Francisco sota la direcció d'Alfred Hertz com a violoncel assistent principal assegut al costat del violoncel principal Michel Penha.
La temporada següent, Willem van den Berg es va traslladar a l'Orquestra de Filadèlfia, seleccionat per Leopold Stokowski per convertir-se en violoncel principal, en substitució de Hanns Pick, que va durar amb Stokowski només una temporada. Willem van den Berg va ser el violoncel principal de l'Orquestra de Filadèlfia durant nou temporades, 1926-1935. Van den Berg també es va dedicar a la direcció. Va dirigir l'Orquestra de Filadèlfia al "Robin Hood Dell" (concerts d'estiu a Filadèlfia) a la dècada de 1930. També a Filadèlfia a principis de la dècada de 1930, Willem Van den Berg amb Alexander Hilsberg, David Madison i Samuel Lifschey, tots de l'Orquestra de Filadèlfia, van formar el Guarnerius Quartet als anys 30 (no és el mateix que el famós Guarneri Quartet format per Arnold Steinhardt el 1964). La temporada 1935-1936, Van den Berg va ser contractat per Pierre Monteux per tornar com a violoncel principal de la recentment reconstituïda Orquestra Simfònica de San Francisco i també com a director assistent.
Van den Burg havia aparegut com a solista de violoncel amb Monteux a Filadèlfia i Amsterdam. Van den Burg va tenir una relació de nou i de nou amb la secció de violoncel de la Symphony de San Francisco mentre seguia la seva direcció. Va ser violoncel principal de la Simfònica de San Francisco 1935-1938 i 1940-1941, amb Boris Blinder i Willem Dehé substituint-lo a la cadira principal de violoncel durant les dues temporades intermedies. Van den Burg també va dirigir orquestres d'aficionats locals com a Sacramento, i l'orquestra WPA de la badia de San Francisco. El 1942, Willem van den Burg es va incorporar a la facultat del "Mills College de Berkley", Califòrnia, on també Ensenyava Darius Milhaud. Des del 1950 fins al 1954, Willem van den Burg va ser posteriorment violoncel principal i ajudant de direcció de la Filharmònica de Los Angeles amb Alfred Wallenstein.
Willem van den Burg va organitzar peces de formació per a violoncel titulades 67 estudis per a violoncel als quartets de Beethoven, que encara s'utilitzen avui per a la instrucció del violoncel. A la dècada de 1950, Willem van den Berg formava part dels American Chamber Players juntament amb Ingolf Dahl, Milton Thomas i la seva esposa Dorothy Wade. Als anys seixanta, van den Burg va ensenyar a la Universitat de Califòrnia, Santa Cruz, on també formava part del Cowell Trio, format pels professors Julia Zaustinsky, violí, Willem van den Burg, violoncel i Bella S. Zilagi, piano. També va tocar el violoncel en estudis de Hollywood als anys seixanta. Willem van den Berg va morir a Califòrnia el 1992 després d'una rica i variada carrera.